# Recinto Ferial Luis Adaro
El Recinto Ferial Luis Adaro es una instalación ferial permanente ubicada en Gijón, Asturias (España). Su nombre rinde homenaje a Luis Adaro Ruiz-Falcó. 
Es la sede de la Feria Internacional de Muestras de Asturias. 
Fue creado en 1971 y es propiedad del Consorcio del Recinto de Ferias y Exposiciones de Asturias, que se constituyó el 25 de noviembre de 1966. El consorcio estaba formado por la Comunidad Autónoma del Principado de Asturias (institución que sucedió a la Diputación Provincial de Oviedo), el Ayuntamiento de Gijón, las Cámaras Oficiales de Comercio, Industria y Navegación de Oviedo, Gijón, Avilés y León, la Cámara Oficial Minera de Asturias, la Caja de Ahorros de Asturias y el Ayuntamiento de Langreo hasta 2023, cuando se realizó una ampliación de capital por importe de 13.997.159 euros para financiar el proyecto de reforma integral del Recinto Ferial Luis Adaro, pasando su capital social de 25,72 millones a 37,72 millones. En esta operación la Caja de Ahorros de Asturias, que tras convertirse en Liberbank fue absorbida por Unicaja Banco, renunció a participar, siendo su parte proporcional de la ampliación asumida por Caja Rural de Asturias, que se incorporó como nuevo socio al consorcio.
El recinto ocupa actualmente 160.000 m² de terreno en la ribera derecha del río Piles, en la parroquia de Somió. Cuenta con los servicios necesarios para cobijar Ferias, Congresos y Exposiciones. Entre sus equipamientos y servicios, el Recinto Ferial cuenta con Salones de Actos, Salas de Reuniones y Comisiones, Servicios de Información, Traducción y Atención a visitantes extranjeros. Sus principales edificaciones son:
- Palacio de Congresos. Tiene un salón de actos con capacidad para 700 personas, panelable a 290 personas, y varias salas independientes.
- Pabellón Central. Con una superficie diáfana de 6.500 m², situado en el centro del recinto ferial, en las inmediaciones del Palacio de Congresos y comunicado con este mediante pasarela aérea a la altura de su primera planta.
- Pabellón de Asturias. Con una superficie total de 3.500 m², dividida en tres salas de más de 1.000 m² cada una y con una altura al techo inferior a los 4 metros.
- Pabellón de las Naciones. Con una superficie de 3.000 m², cuenta con una gran cancha central de exposición, diáfana, disponiendo en sus laterales de dos amplias galerías delimitadas por las columnas de sujeción.